# Дарин Тодоров
Дарин Тодоров е български футболист, роден на 4 декември 1988 г. в Шумен.

## Кариера
Дарин Тодоров започва първите си стъпки във футбола в детско-юношеската школа на Волов (Шумен). По-късно талантът му е забелязан от скаути на Левски и той преминава в школата на „сините“. През 2006 г. е част от отбора, спечелил шампионата за родени през 1987. В края на 2005 г. е повикан за пръв път в юношеския национален отбор по футбол и до 2007 г. неизменно присъства в състава.
През есенния полусезон на 2007/2008, на 18-годишна възраст, той играе в А група за Спартак (Варна), където записва 14 мача. През зимата напуска „соколите“ и доиграва сезона в родния Волов (Шумен). След това преминава в Несебър, където прекарва есенния полусезон на 2008 г., но заради контузия изиграва само 3 мача. През януари 2009 г. се връща за втори път във Волов и с 4 гола в 13 мача помага на отбора да се спаси от изпадане във В група. През есента на 2009 г. играе в 14 мача и реализира 2 гола за шуменци.

## Инцидент
На 17 януари 2010 г., Дарин Тодоров катастрофира тежко на автомагистрала „Хемус“. Откаран е в болница „Света Анна“ във Варна, където лекарите няколко дни се борят за живота му. Дарко успява да оцелее, но изпада в будна кома. В края на годината Тодоров се събужда от комата, а от началото на 2011 г. е контактен.